# The Hellacopters
The Hellacopters — шведская рок-группа, образованная в 1994 году Нике Андерссоном (вокал и гитара), Андреасом Тайроном «Дрегеном» Свенссоном (гитара), Кенни Хоканссоном (бас-гитара) и Робертом Эрикссоном (ударные). Андерссон (иногда известный как Ник Рояль) был барабанщиком дэт-метал-группы Entombed, а Дреген взял перерыв в своей постоянной группе Backyard Babies. Дреген и Эрикссон были гастрольными менеджерами Entombed, в то время как Хоканссон был другом детства Андерссона. The Hellacopters изначально задумывались как сайд-проект Андерссона и Дрегена, но в конечном итоге стал основным инструментом для написания песен и выступлений Андерссона. Группа, вместе с The Hives, считается одной из важнейших шведских групп в возрождении гаражного рока и одной из самых влиятельных рок-групп в Швеции.
Группа выпустила свой дебютный альбом Supershitty to the Max! в 1996 году, завоевавший шведский Грэмми. Незадолго до начала тура на разогреве у Kiss, группа наняла клавишника и перкуссиониста Андерса Линдстрема (также известного как Боб Фетт или Боба) на неполный рабочий день; он стал постоянным участником в 1999 году. После альбома Payin' the Dues в 1998 году Дреген покинул группу, чтобы вернуться в Backyard Babies на постоянной основе, а Маттиас Хеллберг и Данне Андерссон были наняты для завершения гастрольных обязанностей группы. После выпуска Grande Rock, в котором Линдстрем и Хеллберг дополнительно сыграли на гитаре, Роберт Дальквист был нанят в качестве постоянного ведущего гитариста в 1999 году. С укрепившимся составом группа выпустила еще три студийных альбома и альбом каверов, а также множество EP и релизов ограниченным тиражом. Группа The Hellacopters распалась без ссор в 2008 году, чтобы участники могли заняться другими проектами. Восемь лет спустя группа воссоединилась в 2016 году, изначально для эксклюзивного выступления на Sweden Rock Festival, чтобы отпраздновать 20-летие своего отмеченного наградами дебютного альбома Supershitty to the Max!.
В октябре 2021 года группа объявила, что подписала контракт с лейблом Nuclear Blast на выпуск нового альбома весной 2022 года. Альбом Eyes of Oblivion был выпущен 1 апреля 2022 года. Последний альбом группы Overdriver был выпущен 31 января 2025 года.

## Характеристики
Стиль
На группу оказали сильное влияние ранние Kiss, панк- и рок-группы, такие как MC5, Ramones, Sex Pistols, The Damned, The Stooges и The Heartbreakers, а также такие группы, как Venom, Blue Cheer и Motörhead, дебютный альбом группы — Supershitty to the Max! — содержал быстрые песни и перегруженные гитары. В то время как второй альбом группы — Payin' the Dues — был в том же стиле, что и их дебютный альбом, он также продемонстрировал более плотную музыкальность и технику написания песен, а также клавишные Андерса Линдстрема. Grande Rock был первым студийным альбомом, записанным без оригинального гитариста Дрегена, и представлял собой отход от звучания группы, вдохновленного детройтским роком, в сторону рока 1970-х годов. Группа продолжала развивать свое звучание на протяжении всей своей карьеры, в то время как Нике Андерссон утверждает, что вся их музыка основана на трех аккордах и припеве, и группа не была заинтересована в повторении себя. В более поздних релизах группы вокал Андерссона включал в себя соул-влияния из его сайд-проекта The Solution. The Hellacopters на протяжении всей своей карьеры записали множество кавер-версий таких групп и исполнителей, как Radio Birdman, Misfits, Smokey Robinson, Nationalteatern, Alice Cooper, The Nomads, April Stevens, Sonic's Rendezvous Band, The Dictators, Love и других. Однако Андерссон утверждает, что есть разница между музыкой, которая вдохновляет его, и музыкой, которая оказывает влияние на его музыку. Андерссон упомянул исполнителя кантри-музыки Гая Кларка как артиста, который вдохновляет его на написание песен, не влияя на звучание группы.

## Дискография
Смотри статью «Дискография The Hellacopters» в англ. разделе.
Студийные альбомы
- Supershitty to the Max! (1996)
- Payin' the Dues (1997)
- Grande Rock (1999)
- High Visibility (2000)
- By the Grace of God (2002)
- Rock & Roll Is Dead (2005)
- Head Off (2008)
- Eyes of Oblivion (2022)
- Overdriver (2025)